# Tramlijn 17 (Amsterdam)
 Tramlijn 17 is een tramlijn in Amsterdam op de route Centraal Station – Rozengracht – Kinkerstraat – Osdorp (Dijkgraafplein). Van 18 november 1956 tot en met 7 september 1962 werd deze route gereden door een buslijn met hetzelfde lijnnummer.

## Geschiedenis

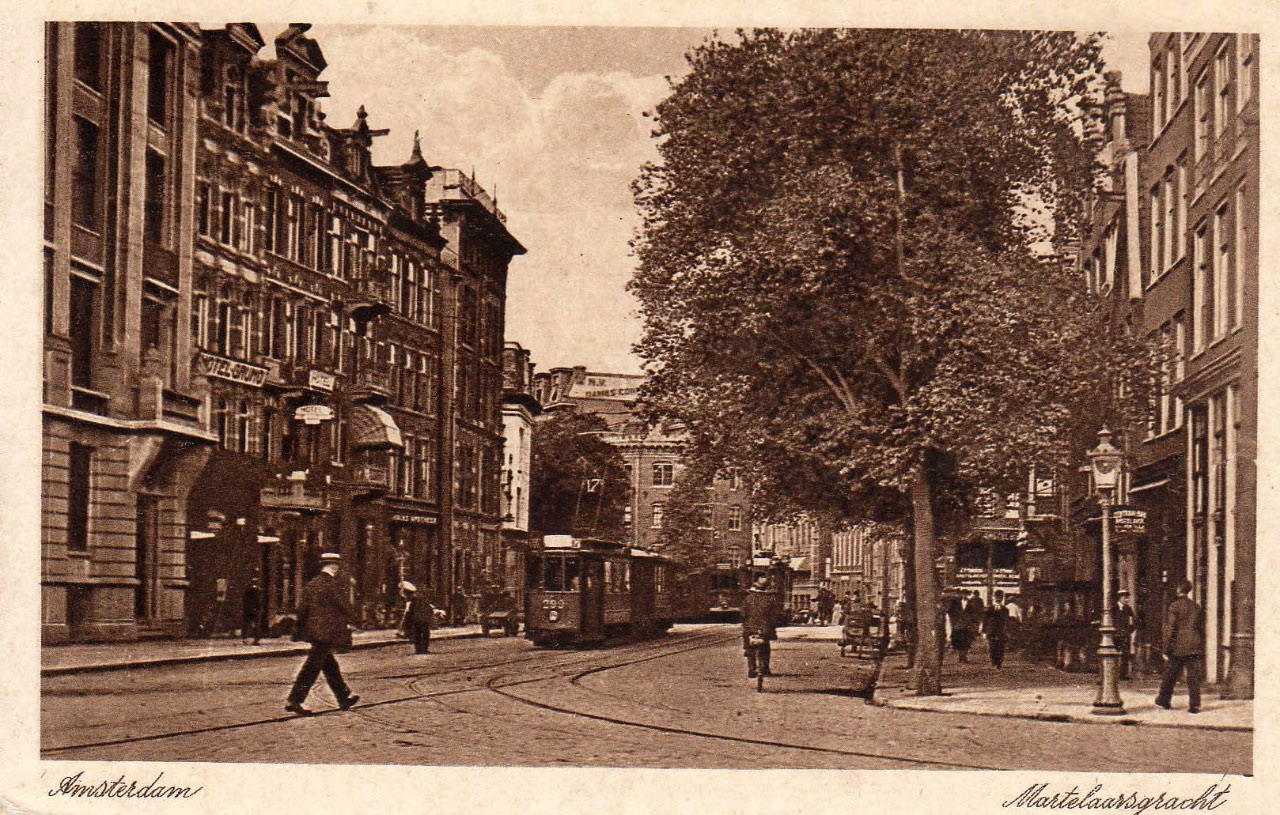
Tramlijn 17 op de Martelaarsgracht; circa 1920.

### Eerste tramlijn 17
De Amsterdamse tramlijn 17 werd ingesteld op 16 juni 1913 en ging de route berijden vanaf de Dam via de Raadhuisstraat – Rozengracht – Bilderdijkstraat – Overtoom naar de Amstelveenseweg (Lomanstraat)-(heen: kringspoor Saxen Weimarlaan). Een jaar later, in maart 1914 werd lijn 17 via de Amstelveenseweg verlengd tot voor het in 1915 geopende Station Willemspark. In 1914 werd de route verlegd via Marnixstraat – Kinkerstraat – J.P. Heijestraat – Overtoom – Amstelveenseweg (Station Willemspark). Op 1 maart 1915 werd het Centraal Station bereikt via de Nieuwezijds Voorburgwal en op 25 september 1915 werd de route verlegd via Elandsgracht en Marnixstraat in plaats van de Bilderdijkstraat.
Op 15 maart 1923 werd de route tussen Kinkerstraat en Amstelveenseweg verlaten en kreeg de lijn een eindpunt in de Lootsstraat. Op 14 juli 1927 ging lijn 17 via de Kinkerbrug – Witte de Withstraat en Jan Evertsenstraat naar het Mercatorplein rijden. Op 3 november 1927 na de opening van de Machineslootbrug werd de route verlegd langs de Postjesweg – Hoofdweg naar het Surinameplein. Van 11 augustus 1936 tot 24 september 1937 werd de lijn in verband met de nieuwbouw van de Kinkerbrug tijdelijk ingekort tot het kringspoor Borgerstraat. Het traject naar het Surinameplein werd overgenomen door een tijdelijke lijn 15. Na de bevrijding keerde de lijn na bijna twee jaar terug op 23 januari 1947. Tot die tijd werd het traject over de Postjesweg en Hoofdweg overgenomen door lijn 7.

### Buslijn 17
Lijn 17 behoorde tot de minder drukke lijnen en nadat al met losse motorwagens werd gereden besloot men de lijn om te zetten in een buslijn om een proef te nemen met het tramvrij maken van een belangrijke verkeersader, de Rozengracht. Op 18 november 1956 werd lijn 17 "op proef" omgezet in een buslijn die op het Surinameplein, in tegenstelling tot de tram, zijn standplaats had op het plein zelf en niet langs het circuit. De tramsporen en bovenleiding bleven gehandhaafd voor omleidingen en konden als de proef met busexploitatie mislukte ook weer worden gebruikt.
De lijn werd op 10 juli 1960 aangevuld met een nieuwe buslijn 18 die tussen het Centraal Station en de Hoofdweg dezelfde route reed en vandaar verder naar Slotervaart. De omzetting van tram in bus was echter geen succes. Vanwege klachten bij het GVB werd een voorgenomen omzetting van tramlijn 13 in een buslijn dan ook nooit uitgevoerd.

### Tramlijn 17 terug
In 1960 besloot de gemeenteraad dat de nieuwe tuinstad Osdorp met een tramlijn met de stad moest worden verbonden. Daarvóór was nog een voorstel van GVB-directeur Ybema gesneuveld, om 25 gelede bussen voor deze verbinding te bestellen. Voor de route binnen de vooroorlogse stad waren er drie alternatieven: via Hoofdweg en Kinkerstraat, via Hoofdweg en Jan Evertsenstraat of via Overtoom en Eerste Constantijn Huygensstraat. Uiteindelijk viel de keuze op de oude route via de Kinkerstraat. Op 7 september 1962 reed buslijn 17 voor het laatst.

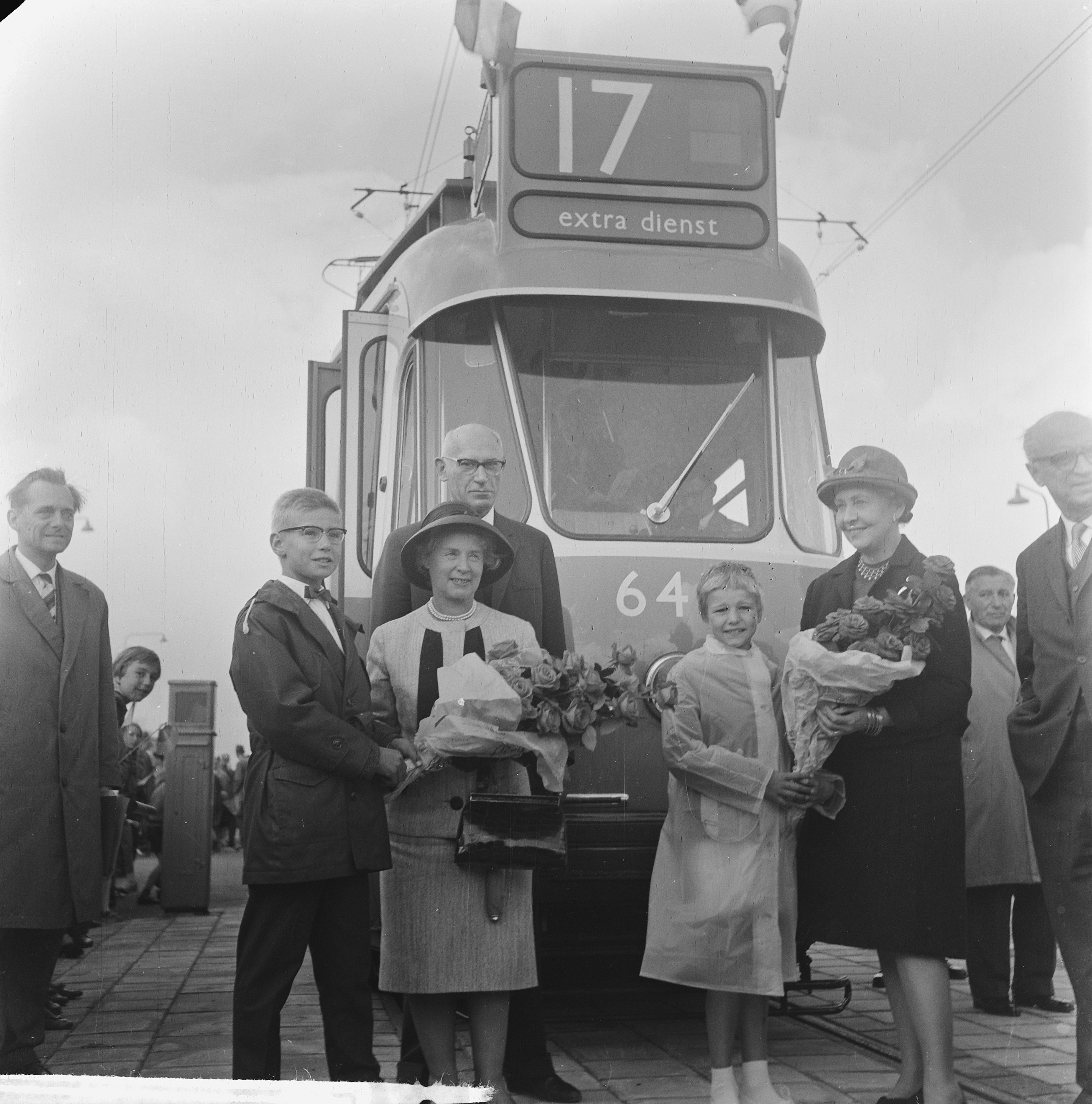
Officiële opening met toen nieuwste gelede wagen 645, 8 september 1962.

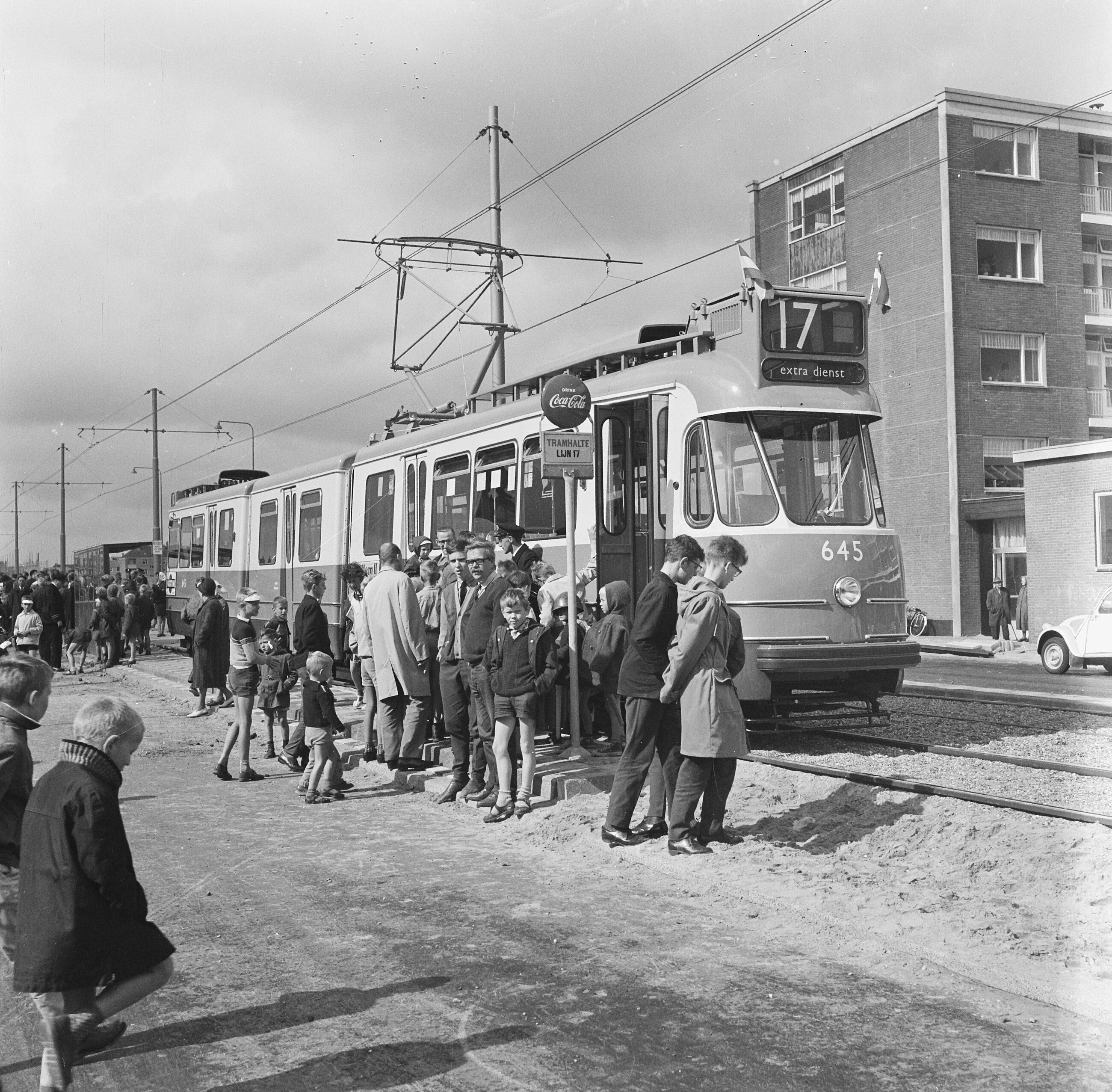
Opening van de nieuwe tramlijn 17 naar Osdorp; 8 september 1962.

Op 9 september 1962 keerde lijn 17 terug als tramlijn op zijn oude route van het Centraal Station naar het Surinameplein, verlengd via de Cornelis Lelylaan naar tuinstad Osdorp (Meer en Vaart – Osdorpplein – Tussen Meer – Dijkgraafplein). Deze nieuwe route lag geheel op vrije baan, deels op de middenberm van de stadsautoweg Cornelis Lelylaan. De halten daar waren met trappen bereikbaar. Daarmee was lijn 17 de eerste sneltramlijn in Amsterdam en de tweede in Nederland na de in 1927 geopende Haagse lijn 11.
De aanleg geschiedde grotendeels in eigen beheer op een goedkope wijze, omdat het budget maar beperkt was. Er werden gewone groefrails in het zand gelegd, afgedekt met grind. Ook de bovenleiding was zeer eenvoudig uitgevoerd met masten tussen de sporen en een enkele rijdraad. Al spoedig waren er regelmatig verzakkingen en slingerden de trams hevig op de Cornelis Lelylaan. Ook was er in warme zomers veel last van het uitzetten van de rails. Pas na de komst van lijn 1 in Osdorp werd het traject in de jaren tachtig voorzien van veldspoor en later ook bovenleiding met kettingophanging.
Op het oorspronkelijke lijngedeelte van (bus)lijn 17 tussen Centraal Station en Surinameplein ging in de spitsuren lijn 27 rijden. Deze had dezelfde route als lijn 17 voor 1956. Op de Hoofdweg bij het Surinameplein werd hiervoor een passeerspoor voor lijn 17 aangelegd. In de middagspits gold op lijn 17 een uitstapverbod tussen het Centraalstation en de halte Hoofdweg / Postjesweg. Passagiers werden verwezen naar lijn 27. Een speciale rode richtingfilm met de tekst "1e uitstaphalte Hoofdweg / Postjesweg" gaf dit aan.
Naar aanleiding van de nota Lijnen voor morgen werd in 1971 besloten het hele traject van Centraal Station tot Osdorp uit te voeren als vrije trambaan, waarbij lijn 1 vanaf de Overtoomse Sluis via de route van lijn 17 naar Osdorp zou gaan rijden. Hierbij werd de Leidsestraat tevens autovrij gemaakt. Aanvankelijk zou het lijnnummer 17 hiervoor gebruikt worden, maar het werd lijn 1. Het traject door de Kinkerstraat zou worden vervangen door een busdienst, maar gedurende drie maanden zou lijn 27 als proef als daglijn gaan rijden. In feite werd lijn 17 weer ingekort tot het Surinameplein, net als tot 1956, en verdween het lijnnummer 27. In het plantsoen aan de noordwestkant van het plein (het 'bollenveld') kwam een nieuwe tweesporige eindlus, met een goede overstapmogelijkheid op lijn 1 naar Osdorp. Na drie maanden 'op proef' bleef lijn 17 definitief.
Na de opening van het station Amsterdam Lelylaan in 1986 keerde lijn 17 in september 1988 terug in Osdorp, maar reed nu tot het Osdorpplein. Aanvankelijk werd de lus linksom bereden. Kort voor de verlenging / verlegging van lijn 1 naar De Aker in 2001 werd de rijrichting van de lus omgedraaid en werd met de klok mee bereden, waardoor er een gezamenlijke halte stadinwaarts was met lijn 1. Op 8 december 2001, tegelijk met de komst van lijn 1 naar de Aker, keerde lijn 17 terug naar het Dijkgraafplein en bereed daarmee weer de route van 1962. De keerlus rond het Osdorpplein werd in 2017 opgebroken en vervangen door een nieuwe lus bij de Osdorpergracht.
Vanaf 12 december 2021 rijdt er (alleen) in de ochtendspits een korttrajectdienst tussen Dijkgraafplein en Surinameplein onder het lijnnummer 27.

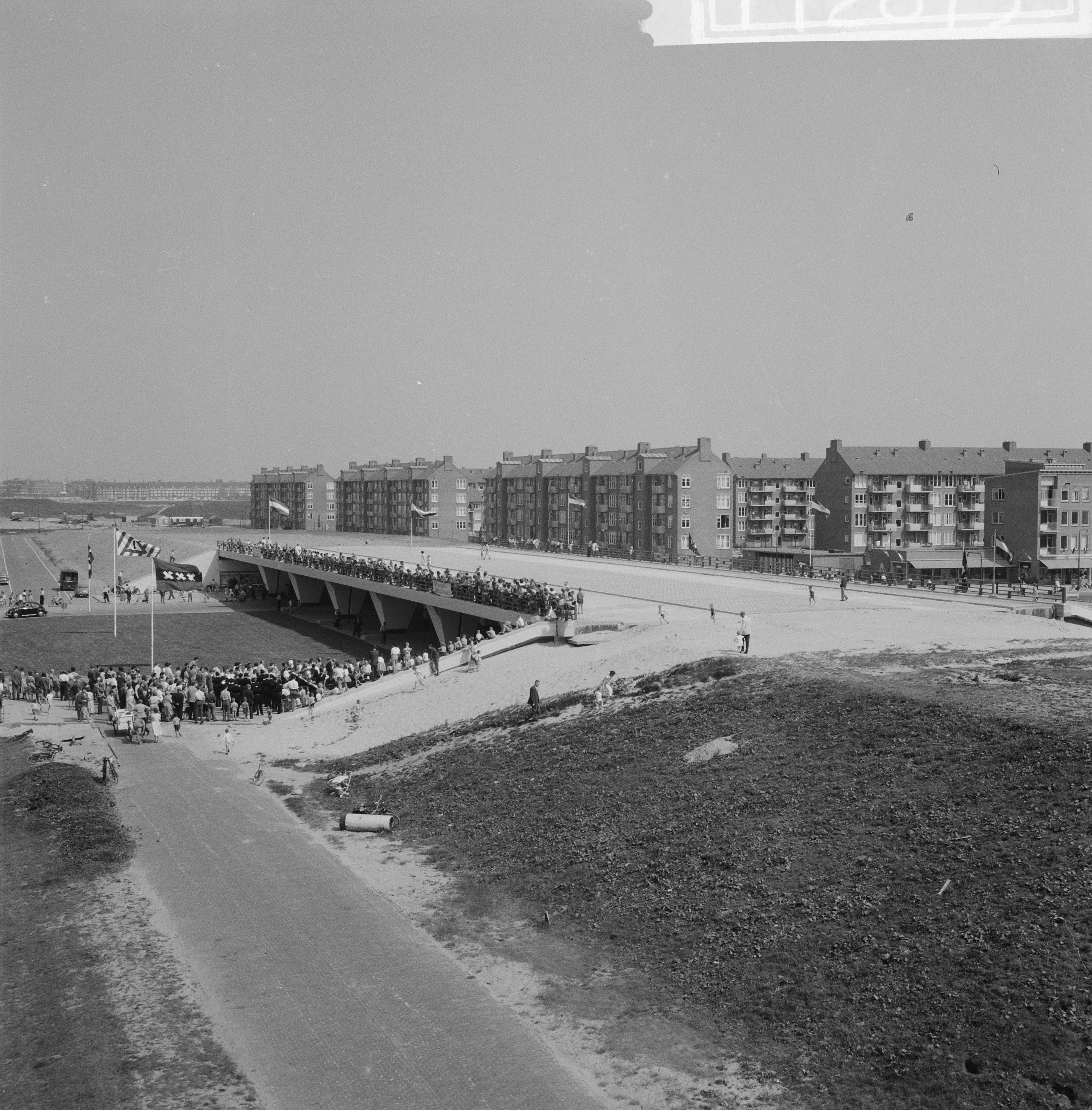
Opening Brug 705 in 1960, duidelijk is te zien dat er nog geen rekening was gehouden met een tramlijn en de trapgaten nog moesten worden geboord
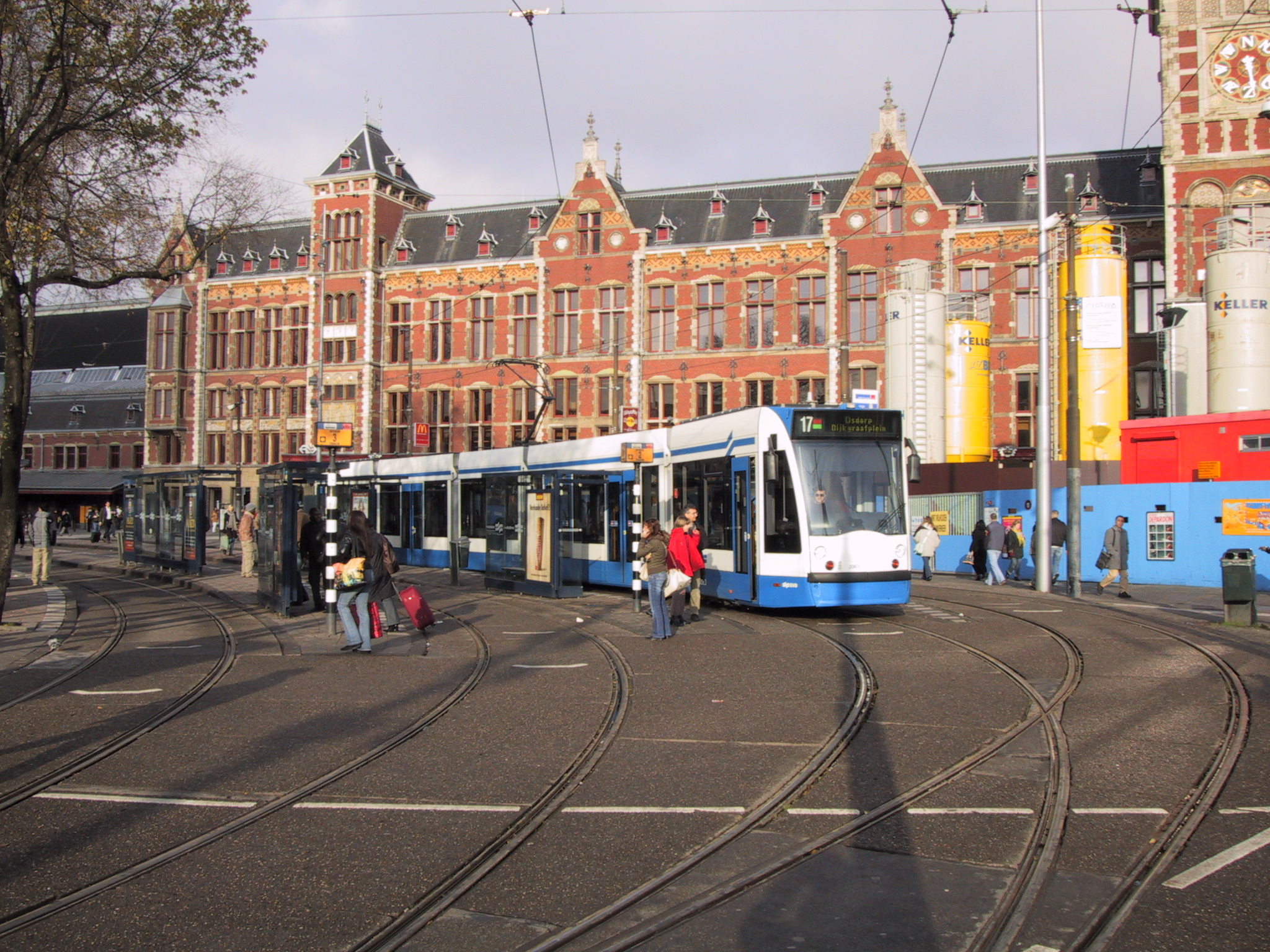
Lijn 17 op het Stationsplein.
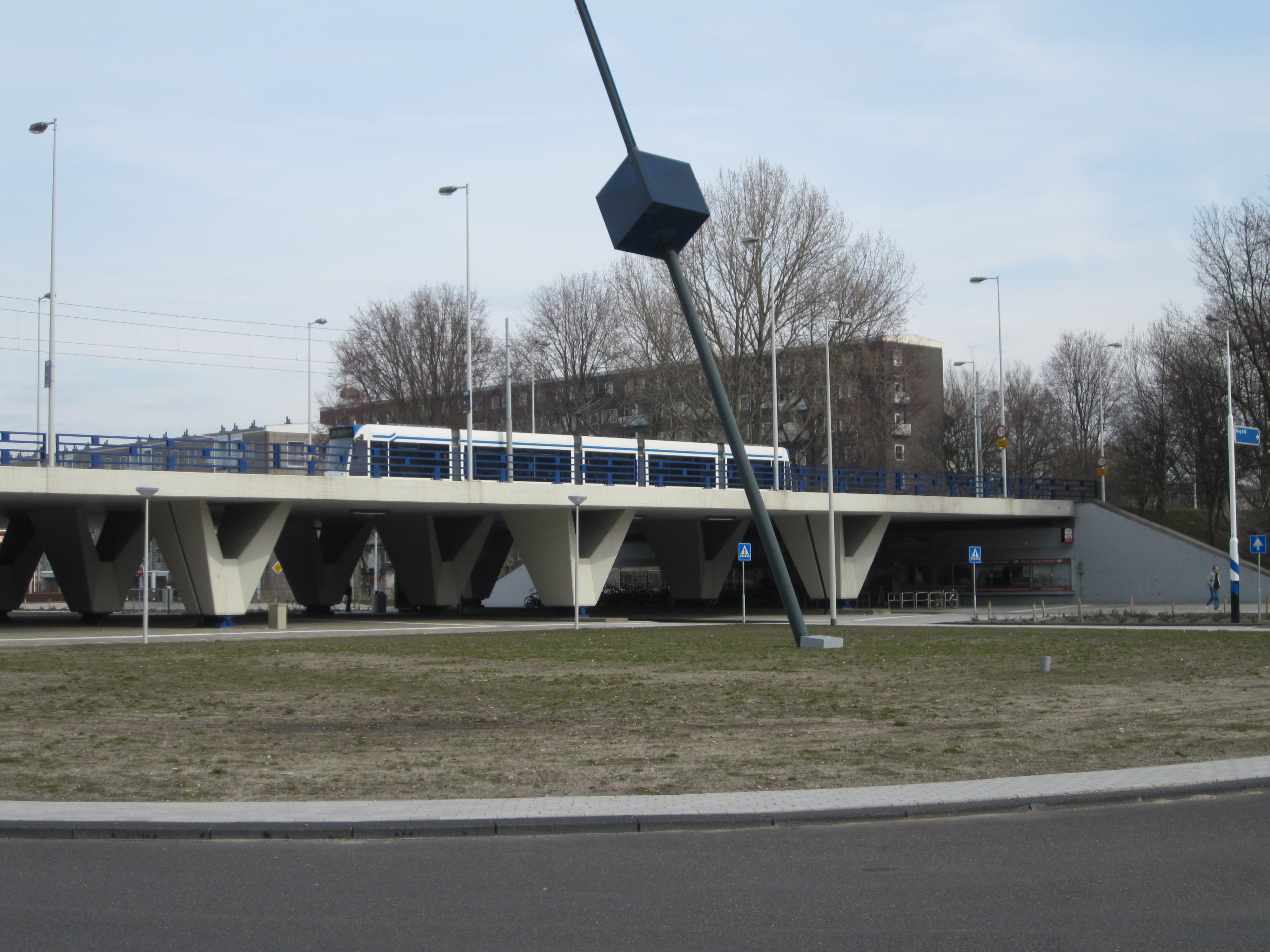
Tramlijn 17 op brug 705, het viaduct over de Johan Huizingalaan.
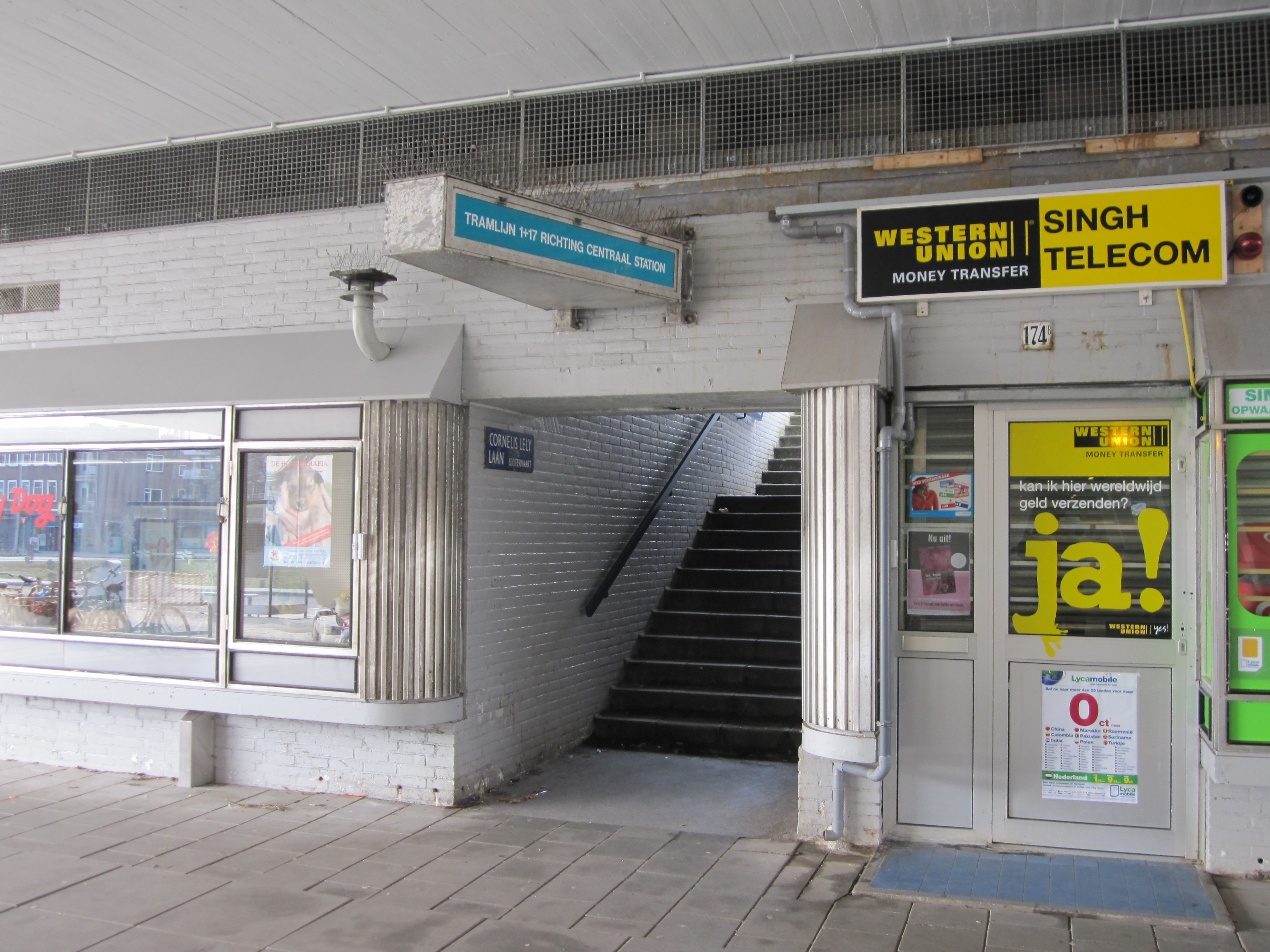
De toegang tot tramhalte Johan Huizingalaan richting Centraal Station in brug 705.
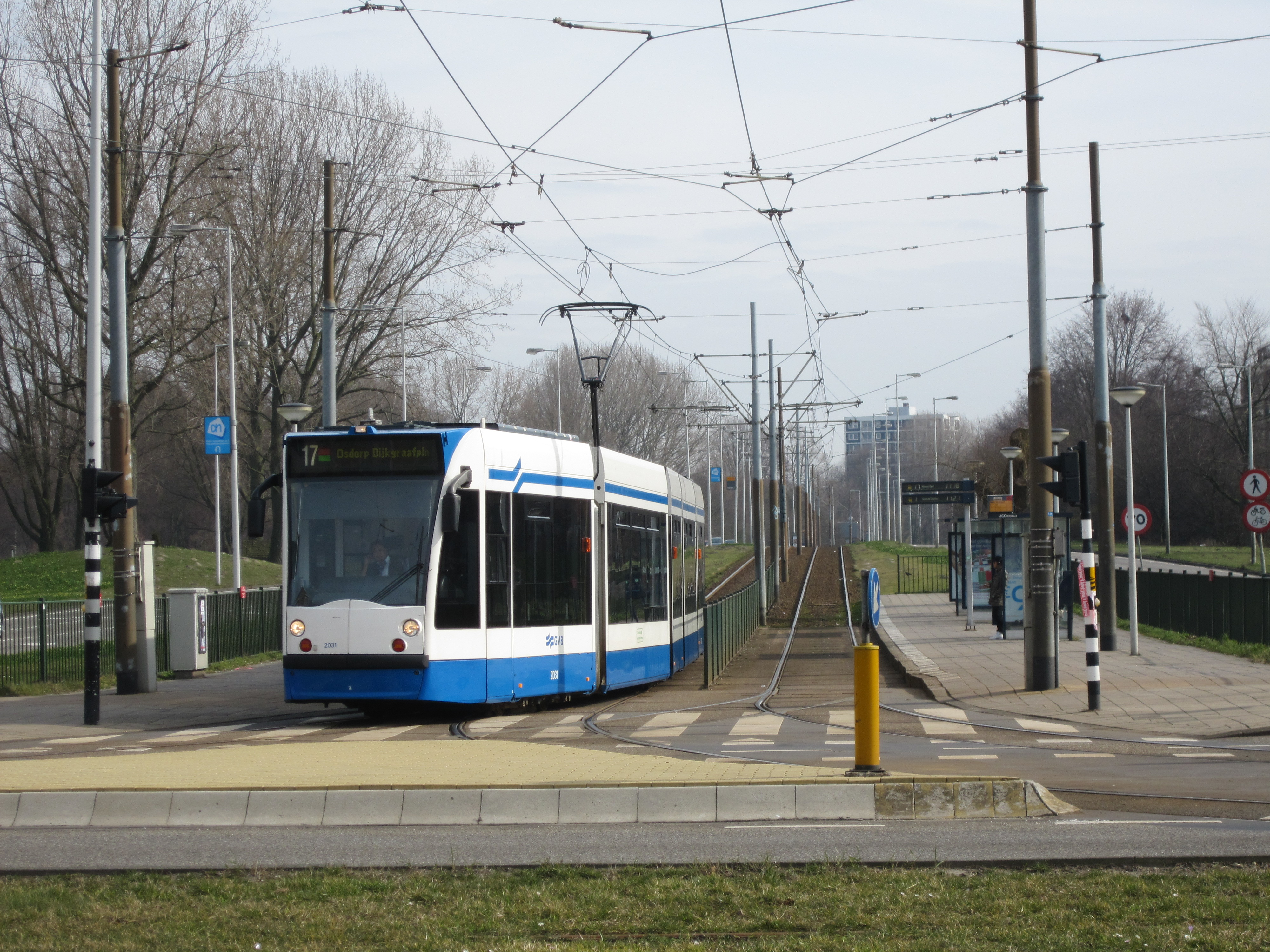
De splitsing van lijn 1 en 17 bij halte Meer en Vaart, aan het eind van de Cornelis Lelylaan; 2011.
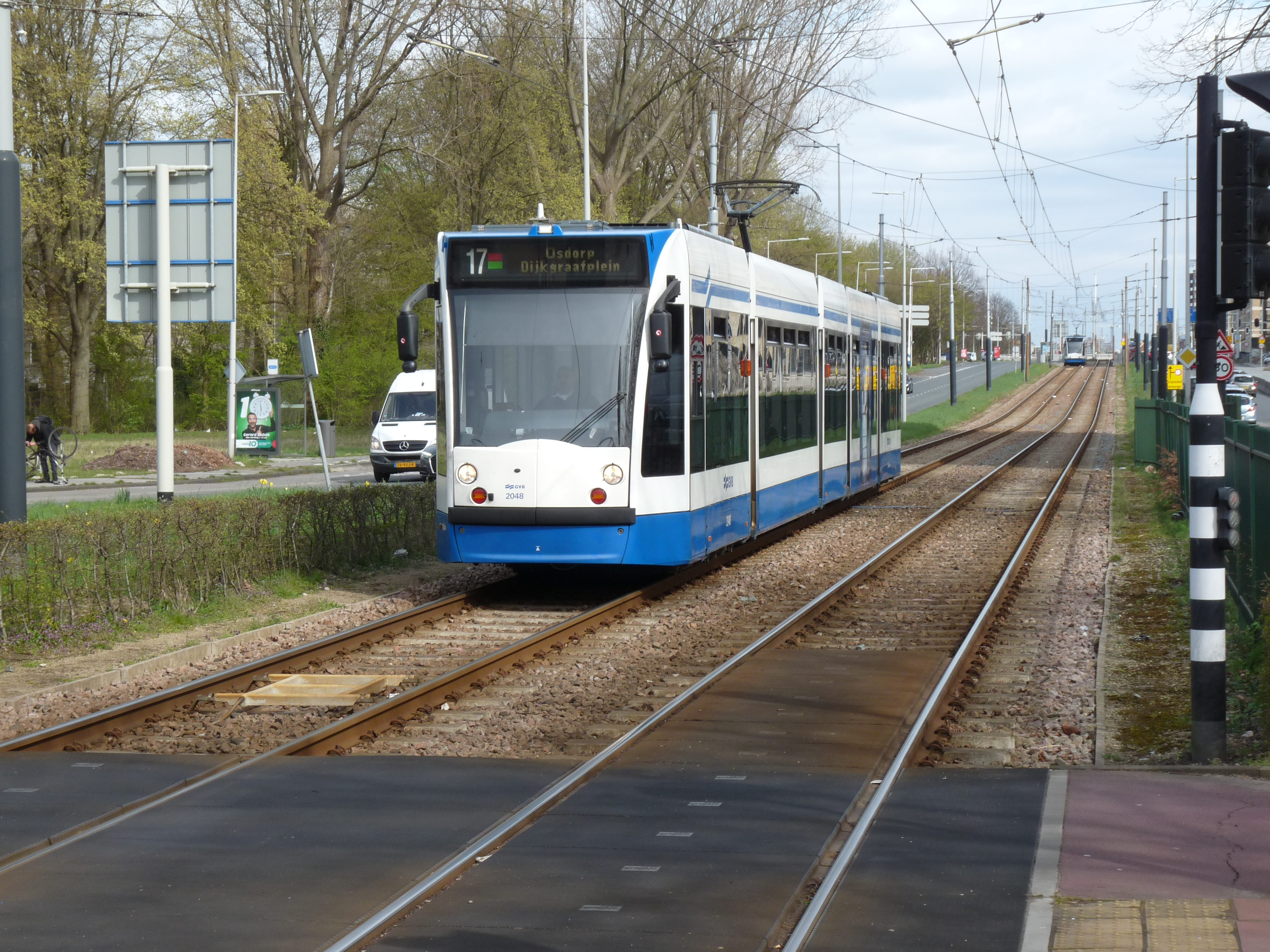
Tramlijn 17 nabij Station Lelylaan; 2021.